# مانويل خيمينيز راميريز
مانويل خيمينيز راميريز (بالإسبانية: Manuel Jiménez Ramírez)‏ هو رسام مكسيكي، ولد في 9 ديسمبر 1919، وتوفي في 4 مارس 2005.